# Marina Severa
Marina Severa (gestorven vóór 375) was keizerin van Rome van 364 tot 370. Zij was de eerste vrouw van keizer Valentinianus I. In 359 werd zij de moeder van de latere keizer Gratianus.

## Naam
Haar volledige naam is niet bekend. Marina Severa is een combinatie van de twee namen die in primaire bronnen zijn nagelaten. Socrates van Constantinopel noemde haar "Severa", terwijl Johannes Malalas, de Chronicon Paschale en John van Nikiû haar naam als "Marina" geven.

## Leven
Marina Severa was al met hem getrouwd voordat Valentinianus de troon besteeg. Hun zoon, Gratianus werd in 359 in Sirmium in Pannonia geboren. Valentinianus werd in 364 tot keizer verheven. Rond 370 scheidde van hij van Marina Severa om Justina te kunnen trouwen, de weduwe van de usurpator Magnentius

## Voetnoten
1. ↑  Timothy Barnes, "Ammianus Marcellinus and the Representation of Historical Reality" (1998), blz. 123-124
2. ↑   Walter E. Roberts, "Valentinianus I (364-375 AD)". Gearchiveerd op 26 maart 2023.